# Arvila
Koordinaten: 59° 15′ N, 27° 14′ O
Arvila ist ein Dorf (estnisch küla) in der Landgemeinde Alutaguse (bis 2017 Mäetaguse). Es liegt im Kreis Ida-Viru (Ost-Wierland) im Nordosten Estlands.
Das Dorf hat 27 Einwohner (Stand 1. Januar 2011). Es liegt nordwestlich von Mäetaguse.